# Stenocidnus
Stenocidnus is een kevergeslacht uit de familie van de boktorren (Cerambycidae). De wetenschappelijke naam van het geslacht werd voor het eerst geldig gepubliceerd in 1956 door Breuning.

## Soorten
Stenocidnus omvat de volgende soorten:
- Stenocidnus flavicans Breuning, 1956
- Stenocidnus flavosignatus Breuning, 1956